# Filmografia de Fritz Lang
Filmografia del director de cinema alemany Fritz Lang

## Pel·lícules mudes
| Any       | Títol                                                                                     | Estudi        | Genere         | Repartiment                                                       | Notes                                           | Altres tasques       |
| Anys 1910 |                                                                                           |               |                |                                                                   |                                                 |                      |
| 1919      | Halbblut                                                                                  | Decla-Bioscop | Fantasia       | Ressel Orla, Carl de Vogt, Gilda Langer                           | Pel·lícula perduda                              | Guionista            |
| 1919      | Der Herr der Liebe                                                                        | Helos Film    | Romàntica      | Carl de Vogt, Gilda Langer                                        | Pel·lícula parcialment perduda                  | Actor                |
| 1919      | Die Spinnen, 1. Teil: Der Goldene See Les aranyes, Part 1: El llac d'or                   | Decla-Bioscop | Aventura       | Carl de Vogt, Ressel Orla, George John, Lil Dagover               |                                                 | Guionista            |
| 1919      | Harakiri Madame Butterfly                                                                 | Decla-Bioscop | Drama          | Lil Dagover                                                       |                                                 |                      |
| Anys 1920 |                                                                                           |               |                |                                                                   |                                                 |                      |
| 1920      | Die Spinnen, 2. Teil: Das Brillantenschiff Les aranyes, Part 2: El vaixell dels brillants | Decla-Bioscop | Aventura       | Carl de Vogt, Ressel Orla, George John, Lil Dagover               |                                                 | Guionista            |
| 1920      | Das Wandernde Bild                                                                        | May-Film      | Romàntica      | Mia May, Hans Marr                                                | Pel·lícula parcialment perduda                  | Guionista            |
| 1921      | Vier um die Frau                                                                          | Decla-Bioscop | Drama          | Carola Toelle, Rudolf Klein-Rogge                                 | Pel·lícula parcialment perduda                  | Guionista            |
| 1921      | Der müde Tod Les tres llums                                                               | Decla-Bioscop | Fantasia       | Lil Dagover, Walter Janssen, Bernhard Goetzke, Rudolf Klein-Rogge |                                                 | Guionista, muntador  |
| 1922      | Dr. Mabuse, der Spieler Dr. Mabuse, el jugador                                            | Uco-Film      | Thriller       | Rudolf Klein-Rogge                                                | Primera de les històries sobre el doctor Mabuse | Guionista            |
| 1924      | Die Nibelungen: Siegfried                                                                 | Decla-Bioscop | Fantasia       | Paul Richter, Margarete Schöen, Hanna Ralph, Theodor Loos         |                                                 | Guionista            |
| 1924      | Die Nibelungen: Kriemhelds Rache                                                          | Decla-Bioscop | Fantasia       | Margarete Schöen, Hans Adalbert Schlettow, Theodor Loos           |                                                 |                      |
| 1927      | Metropolis                                                                                | UFA Film      | Ciència-ficció | Alfred Abel, Brigitte Helm, Gustav Fröhlich, Rudolf Klein-Rogge   |                                                 | Guionista            |
| 1928      | Spione Els espies                                                                         | UFA Film      | Thriller       | Rudolf Klein-Rogge, Gerda Maurus, Willy Fritsch                   |                                                 | Guionista            |
| 1929      | Die Frau im Mond La dona a la lluna                                                       | UFA Film      | Ciència-ficció | Willy Fritsch, Gerda Maurus, Klaus Pohl                           |                                                 | Guionista, productor |

## Pel·lícules sonores
| Any       | Títol                                                        | Estudi                       | Genere        | Repartiment                                                           | Notes | Altres tasques       |
| Anys 1930 |                                                              |                              |               |                                                                       | |                      |
| 1931      | M, un assassí entre nosaltres                                | Nero-Film                    | Thriller      | Peter Lorre                                                           | | Guionista            |
| 1933      | El testament del Dr. Mabuse Das Testament des Dr. Mabuse     | Nero-Film                    | Thriller      | Rudolf Klein-Rogge, Otto Wernicke                                     | | Guionista, productor |
| 1933      | Le Testament du Dr. Mabuse                                   | Nero-Film                    | Thriller      | Rudolf Klein-Rogge, Jim Gérald                                        | Versió francesa de El testament del Dr. Mabuse / Codirigida per René Sti | Guionista            |
| 1934      | Liliom                                                       | Fox Europa                   | Fantasia      | Charles Boyer, Madeleine Ozeray                                       | | Guionista            |
| 1936      | Fury Fúria                                                   | MGM                          | Drama         | Spencer Tracy, Sylvia Sidney                                          | | Guionista            |
| 1937      | Només es viu una vegada                                      | Walter Wanger Productions    | Drama         | Sylvia Sidney, Henry Fonda                                            | |                      |
| 1938      | You and Me                                                   | Paramount Pictures           | Drama         | Sylvia Sidney, George Raft                                            | | productor            |
| Anys 1940 |                                                              |                              |               |                                                                       | |                      |
| 1940      | La venjança de Frank James                                   | 20th Century Fox             | Western       | Henry Fonda, Gene Tierney, Jackie Cooper                              | Pel·lícula en Technicolor |                      |
| 1941      | Western Union Esperit de conquesta                           | 20th Century Fox             | Western       | Randolph Scott, Robert Young, Dean Jagger, Virginia Gilmore           | Pel·lícula en Technicolor |                      |
| 1941      | Man Hunt El home atrapat La caça de l'home                   | 20th Century Fox             | Thriller      | Walter Pidgeon, Joan Bennett, George Sanders                          | |                      |
| 1942      | Moontide Marea de lluna                                      | 20th Century Fox             | Drama         | Jean Gabin, Ida Lupino, Thomas Mitchell, Claude Rains                 | Reemplaçat per Archie Mayo durant el rodatge. |                      |
| 1943      | Hangmen Also Die! Los verdugos también mueren                | Arnold Pressburger films     | Drama bèl·lic | Hans Heinrich von Twardowski, Brian Donlevy, Walter Brennan, Anna Lee | | Guionista, productor |
| 1944      | Ministry of Fear El ministeri de la por Presoners del terror | Paramount Pictures           | Cinema negre  | Ray Milland, Marjorie Reynolds                                        | |                      |
| 1944      | La dona del quadre                                           | International Pictures       | Cinema negre  | Edward G. Robinson, Joan Bennett, Raymond Massey                      | |                      |
| 1945      | Scarlet Street Perversitat Mala dona                         | Fritz Lang Productions       | Cinema negre  | Edward G. Robinson, Joan Bennett, Dan Duryea                          | | productor            |
| 1946      | Cloak and Dagger A capa i espasa                             | United States Pictures       | Drama         | Gary Cooper, Lilli Palmer                                             | |                      |
| 1948      | Secret darrere la porta Secret Beyond the Door               | Diana Production Company     | Thriller      | Joan Bennett, Michael Redgrave                                        | | productor            |
| Anys 1950 |                                                              |                              |               |                                                                       | |                      |
| 1950      | House by the River                                           | Fidelity Pictures            | Cinema negre  | Louis Hayward, Lee Bowman, Jane Wyatt                                 | |                      |
| 1950      | Guerrillers a les Filipines                                  | 20th Century Fox             | Drama bèl·lic | Tyrone Power, Micheline Presie                                        | Pel·lícula en Technicolor |                      |
| 1952      | Rancho Notorious Encobridora                                 | Fidelity Pictures            | Western       | Marlene Dietrich, Arthur Kennedy, Mel Ferrer                          | Pel·lícula en Technicolor |                      |
| 1952      | Clash by Night                                               | Wald-Krasna Productions      | Cinema negre  | Barbara Stanwyck, Robert Ryan, Paul Douglas, Marilyn Monroe           | |                      |
| 1953      | The Blue Gardenia                                            | Blue Gardenia Productions    | Cinema negre  | Anne Baxter, Richard Conte, Ann Sothern, Raymond Burr                 | |                      |
| 1953      | The Big Heat Els subornats                                   | Columbia Pictures            | Cinema negre  | Glenn Ford, Gloria Grahame, Lee Marvin, Jeanette Nolan                | |                      |
| 1954      | Human Desire Desig Humà                                      | Columbia Pictures            | Cinema negre  | Glenn Ford, Gloria Grahame, Broderick Crawford                        | |                      |
| 1955      | Els contrabandistes de Moonfleet (Moonfleet)                 | MGM                          | Aventura      | Stewart Granger, George Sanders, Joan Greenwood                       | Pel·lícula en color |                      |
| 1956      | While the City Sleeps Mentre Nova York dorm                  | Bert E. Friedlob Productions | Cinema negre  | Dana Andrews, Rhonda Fleming, George Sanders                          | |                      |
| 1957      | Beyond a Reasonable Doubt Més enllà del dubte                | Bert E. Friedlob Productions | Cinema negre  | Dana Andrews, Rhonda Fleming, George Sanders                          | |                      |
| 1959      | Der Tiger von Eschnapur El tigre d'Esnapur                   | Central Cinema Company Film  | Aventura      | Debra Paget, Paul Hubschmid, Walter Reyer                             | Pel·lícula en Technicolor |                      |
| 1959      | Das indische Grabmal La tomba india                          | Central Cinema Company Film  | Aventura      | Debra Paget, Paul Hubschmid, Walter Reyer                             | Pel·lícula en Eastmancolor | Guionista            |
| Anys 1960 |                                                              |                              |               |                                                                       | |                      |
| 1960      | Die 1000 Augen des Dr. Mabuse Els mil ulls del Dr. Mabuse    | Central Cinema Company Film  | Thriller      | Dawn Addams, Peter van Eyck, Gert Fröbe                               | Pel·lícula basada en la novel·la Mr Tot Aĉetas Mil Okulojn, escrita originalment en esperanto l'any 1931 per l'autor polonès Jean Forge (el nom autèntic del qual era Jean Fethke) | Guionista, productor |

## Com a guionista
- 1916 - Peitsche
- 1917 - Die Hochzeit Im Exzentrik Club
- 1917 - Joe Debbs
- 1917 - Hilde Warren und Der Tod
- 1917 - Die Rache Ist Mein
- 1919 - Bettler GMBH
- 1919 - Wolkenbau und Flimmertern
- 1919 - Totentanz
- 1919 - Lilith und Ly
- 1919 - Die Pest in Florenz
- 1919 - Die Frau Mie Den Orchideen
- 1919 - Das Cabinet des Dr. Caligari (El gabinet del Dr. Caligari)
- 1921 - Das Indische Grabmal (La tomba india)
- 1951 - M

## Com a actor
- 1917 - Hilde Warren und Der Tod
- 1963 - Le Mépris dirigit per Jean Luc Godard